# Ringarooma
Ringarooma – miasto w Australii, na Tasmanii.